# AOI: Bionix
Albums de De La Soul
Art Official Intelligence: Mosaic Thump
(2000) Timeless: The Singles Collection
(2003)
Singles
1. Baby Phat
Sortie : 2001

AOI: Bionix est le sixième album studio de De La Soul, sorti le 4 décembre 2001.
Le premier, et unique, single, Baby Phat, est une ode aux femmes bien en chair. Held Down, avec Cee Lo Green en featuring, est une réflexion sur la paternité, la religion et la célébrité. Slick Rick fait une apparition sur What We Do (For Love), une chanson humoristique sur la puberté et la découverte de la sexualité. Le titre Special devait être le deuxième single, mais Tommy Boy, étant devenu un label indépendant à cette époque, mit un terme à toute promotion de l'opus.
Il existe également une version instrumentale de AOI:Bionix, disponible uniquement en vinyle.
L'album s'est classé 4e au Top Independent Albums, 31e au Top R&B/Hip-Hop Albums et 136e au Billboard 200.

## Liste des titres
| No  | Titre                                                                              | Contient un (des) sample(s) de                                                    | Durée |
| --- | ---------------------------------------------------------------------------------- | --------------------------------------------------------------------------------- | ----- |
| 1.  | Intro (Produit par Def 2 U)                                                        |                                                                                   | 0:29  |
| 2.  | Bionix (Produit par Supa Dave West)                                                | Guiding Star de Tavares                                                           | 2:43  |
| 3.  | Baby Phat (featuring Devin the Dude et Yummy Bingham – Produit par Supa Dave West) | Fat Boys des Fat Boys                                                             | 3:50  |
| 4.  | Simply (Produit par Supa Dave West)                                                | Wonderful Christmastime de Paul McCartney                                         | 4:05  |
| 5.  | Simply Havin' (Produit par De La Soul)                                             | Footprints de A Tribe Called Quest                                                | 0:48  |
| 6.  | Held Down (featuring Cee Lo Green – Produit par Pos (Plugwon))                     | Ah! Melody de Serge Gainsbourg                                                    | 4:54  |
| 7.  | Reverend Do Good #1 (Produit par De La Soul, Kevin Lewis et Troy Hightower)        |                                                                                   | 1:05  |
| 8.  | Watch Out (featuring Jose « Periquo » Hernandez – Produit par Supa Dave West)      | Mood for Milt de Cal Tjader Cubano Chant de Cal Tjader                            | 3:37  |
| 9.  | Special (featuring Yummy Bingham – Produit par Kev Brown)                          |                                                                                   | 3:36  |
| 10. | Reverend Do Good #2 (Produit par De La Soul, Kevin Lewis et Troy Hightower)        |                                                                                   | 1:14  |
| 11. | The Sauce (featuring Philly Black – Produit par Supa Dave West)                    |                                                                                   | 2:25  |
| 12. | Am I Worth You? (featuring Glenn Lewis – Produit par Supa Dave West)               | Sunshower du Dr. Buzzard's Original Savannah Band Buffalo Gals de Malcolm McLaren | 4:01  |
| 13. | Pawn Star (featuring Shell Council – Produit par De La Soul)                       |                                                                                   | 4:06  |
| 14. | What We Do (For Love) (featuring Slick Rick – Produit par Megahertz)               |                                                                                   | 5:04  |
| 15. | Reverend Do Good #3 (Produit par De La Soul, Kevin Lewis et Troy Hightower)        |                                                                                   | 2:20  |
| 16. | Peer Pressure (featuring B-Real et J Dilla – Produit par J Dilla)                  |                                                                                   | 5:09  |
| 17. | It's American (Produit par De La Soul, Kevin Lewis et Troy Hightower)              |                                                                                   | 1:09  |
| 18. | Trying People (Produit par Def 2 U)                                                | Black Patch de The 5th Dimension                                                  | 4:31  |